# Heavenly Sword
Heavenly Sword é um jogo eletrônico de ação desenvolvido pela Ninja Theory exclusivamente para o PlayStation 3 e publicado pela Sony Computer Entertainment Europe. O jogo foi liberado, 12 de setembro de 2007, na América do Norte, 14 de setembro de 2007, no Reino Unido, 19 de setembro de 2007, na Europa e 20 de setembro de 2007, na Austrália.

## Desenvolvimento
Heavenly Sword teve o desenvolvimento iniciado no PC, com vista a avançar para a próxima geração plataformas, como o Xbox 360 e PlayStation 3. O título estava em desenvolvimento desde 2003  com a filmagem original no PC  e uma versão publicada pela TeamXbox.com em 2004. Até as  certa altura, foi criada um protótipo em funcionamento precoce para Xbox 360, mas este foi abandonado em favor ao PlayStation 3, quando o título foi apanhado pela SCEE. O jogo foi desenvolvido utilizando Havok Complete, uma combinação de Havok Física e Animação Havok.
O ator Andy Serkis, que é mais conhecido por seu movimento e trabalho de voz para a capturar do personagem Gollum no filme O Senhor dos Anéis, atua como a voz e o movimento de captura ator Rei Bohan, um dos principais personagens de Heavenly Sword; ele também dramatiza e atua como Diretor do jogo e é um dos escritores da história do jogo.
A demo foi lançado para a PlayStation Store em 26 de julho de 2007 apresentando uma curta cinemático (um clipe no começo e duas breves batalhas) com duração aproximadamente de cinco a dez minutos.

## Recepção
Heavenly Sword vendeu mais de um milhão de cópias até Maio de 2008. O jogo foi elogiado por seus gráficos e sistema de combate, enquanto a crítica ficou no comprimento curto do jogo e a falta de recursos on-line. Ele recebeu uma pontuação agregada de 80,65% no GameRankings e 79/100 no Metacritic.
GamesRadar falou sobre Kai no artigo "Freakish Fashion" em 2007, e Nariko como um "game babe" sex symbol em 2007 e 2009. Em 2009, MSN falou sobre Nariko no artigo "Gaming's Hottest Babes". UGO caracterizou-a entre os "Top Animated Hotties" em 2008 e na sua lista das melhores garotas em videogames em 2010, e também no artigo "11 Strong Gaming Girls We Never Saw Again".